# 巨勢有久
巨勢 有久（こせ の ともひさ）は、鎌倉時代末期から南北朝時代にかけての巨勢派の絵仏師。掃部介・巨勢有行の子。官位は従五位下・采女正。

## 経歴
左近衛将監・采女正・壱岐守・絵所長者を歴任した。
正中2年（1325年）東寺の大仏師職となり、元弘4年（1334年）東寺西院の「両界曼荼羅」を描く。他に興国5年/康永3年（1344年）東寺山門の「尊勝印陀羅尼本尊」を制作した記録などが散見されるのみで実際の作品は現存せず。

## 系譜
「巨勢氏系図」『群書類従』による。
- 父：巨勢有行
- 母：不詳
- 生母不明の子女
  - 男子：巨勢有岡
  - 男子：巨勢有義
  - 男子：巨勢久高
  - 男子：巨勢行忠